# Ambassade du Japon en Estonie
L'ambassade du Japon à Tallinn (en estonien : Jaapani suursaatkond Tallinnas) est la représentation diplomatique du Japon auprès de la république d'Estonie.

## Ambassade
L'ambassade est située dans le quartier Vanalinn.

## Histoire
Le Japon a reconnu de facto la république d'Estonie le 6 mars 1919.
Le 26 janvier 1921, le Conseil supérieur des Alliés, dont le Japon fait partie, a reconnu la république d'Estonie de jure.
Le 8 mars 1921, le Japon a également reconnu la république d'Estonie de jure par un acte distinct.
Le chargé d'affaires temporaire nommé à Riga en 1921 couvrait également l'Estonie.
En 1935, le premier consul honoraire japonais à Tallinn, Voldemar Puhk, est entré en fonction.
En 1937, Shin Sakuma, l'ambassadeur du Japon résidant à Riga, était également accrédité à Tallinn.
En 1939 le bureau diplomatique japonais a été ouvert à Tallinn et y a fonctionné jusqu'au 29 juillet 1940.
Le 6 septembre 1991. Hirokazu Arai, ambassadeur du Japon doté de pouvoirs spéciaux, a remis le message officiel du gouvernement japonais sur la reconnaissance de l'indépendance de la république d'Estonie à Tallinn.
Le 10 octobre 1991. les relations diplomatiques entre les deux pays ont été rétablies et le 1er janvier 1993. l'ambassade du Japon a été ouverte à Tallinn.
Le Japon a reconnu l'indépendance de l'Estonie le 6 septembre 1991. Les relations diplomatiques entre les deux pays ont été établies le 10 octobre 1991 et une ambassade a été ouverte en janvier 1993.
Le 4 mars 1996, l'ambassade de la république d'Estonie a ouvert à Tokyo.

## Ambassadeurs du Japon en Estonie
- Yukihiko Matsumura (2021 - ...)
- Hajime Kitaoka (2019 - 2021)
- Yoko Yanagisawa (2016 - 2019)
- Tetsuro Kai (2012 - 2016)
- Hideaki Hoshi (2010 - 2012)
- Hiroshi Maruyama (2009 - 2010)
- Shigeo Kondo (2003 - 2009)
- Norimasa Hasegawa (2001 - 2003)
- Yasuji Ishigaki (1998 - 2001)
- Sumiko Takahara (1995 - 1998)